# Provincia de Varese
Varese (en italiano: provincia di Varese) es una provincia italiana de la región de Lombardía, en el norte de Italia. Su capital y ciudad más poblada es Varese.
Tiene un área de 1199 km², y una población total de 848.606 habitantes (2006). Hay 141 comuni (municipios) en la provincia (fuente: ISTAT, véase  Archivado el 8 de noviembre de 2009 en Wayback Machine.).
La provincia de Varese se encuentra bajo los Alpes, de forma que las montañas y las colinas constituyen un 32% y un 46% de su territorio respectivamente; otros rasgos característicos son los ríos (incluyendo el Tesino y Olona) y los lagos glaciares: el Maggiore, el Lugano, el Varese, y otros lagos más pequeños: los "Sette laghi varesini" (los "Siete lagos varesinos"). La parte sur de la provincia está en la llanura padana.
Las principales ciudades de la provincia son Varese y Busto Arsizio, con unos 80 000 habitantes cada una.
En cuanto a instituciones de la Iglesia católica, en la provincia de Varese tienen jurisdicción la arquidiócesis de Milán y, en algunas zonas, la diócesis de Como.

## Historia
La provincia de Varese fue instituida por Benito Mussolini en el 1927. Hasta ese año los municipios de la provincia de Varese se hallaban en la provincia de Como, excepto los del sur (Busto Arsizio, Gallarate, Saronno etc.), que pertenecían a la provincia de Milán, convertida en 2015 en la Ciudad metropolitana de Milán.